# 千歳市循環型コミュニティバス

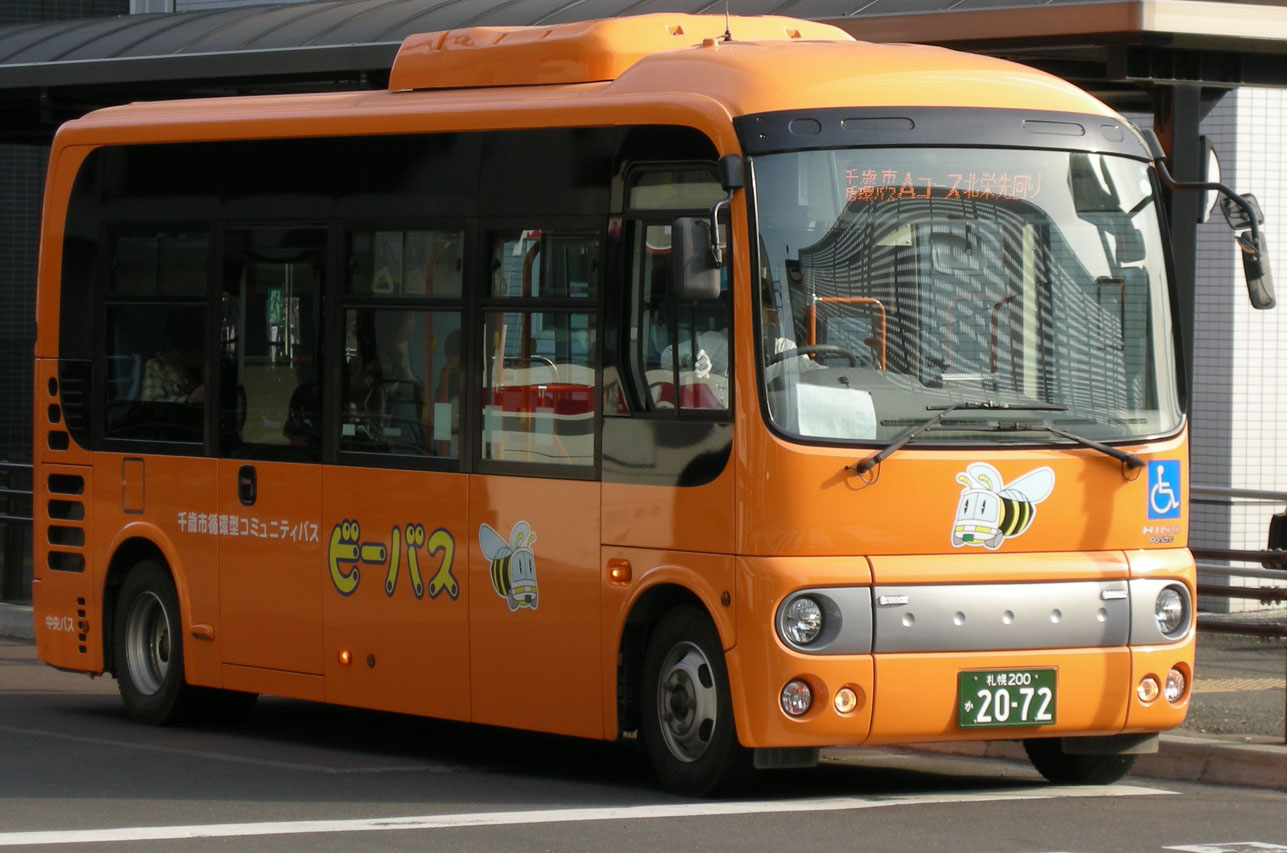
2代目車両（Aコース）
日野・ポンチョ

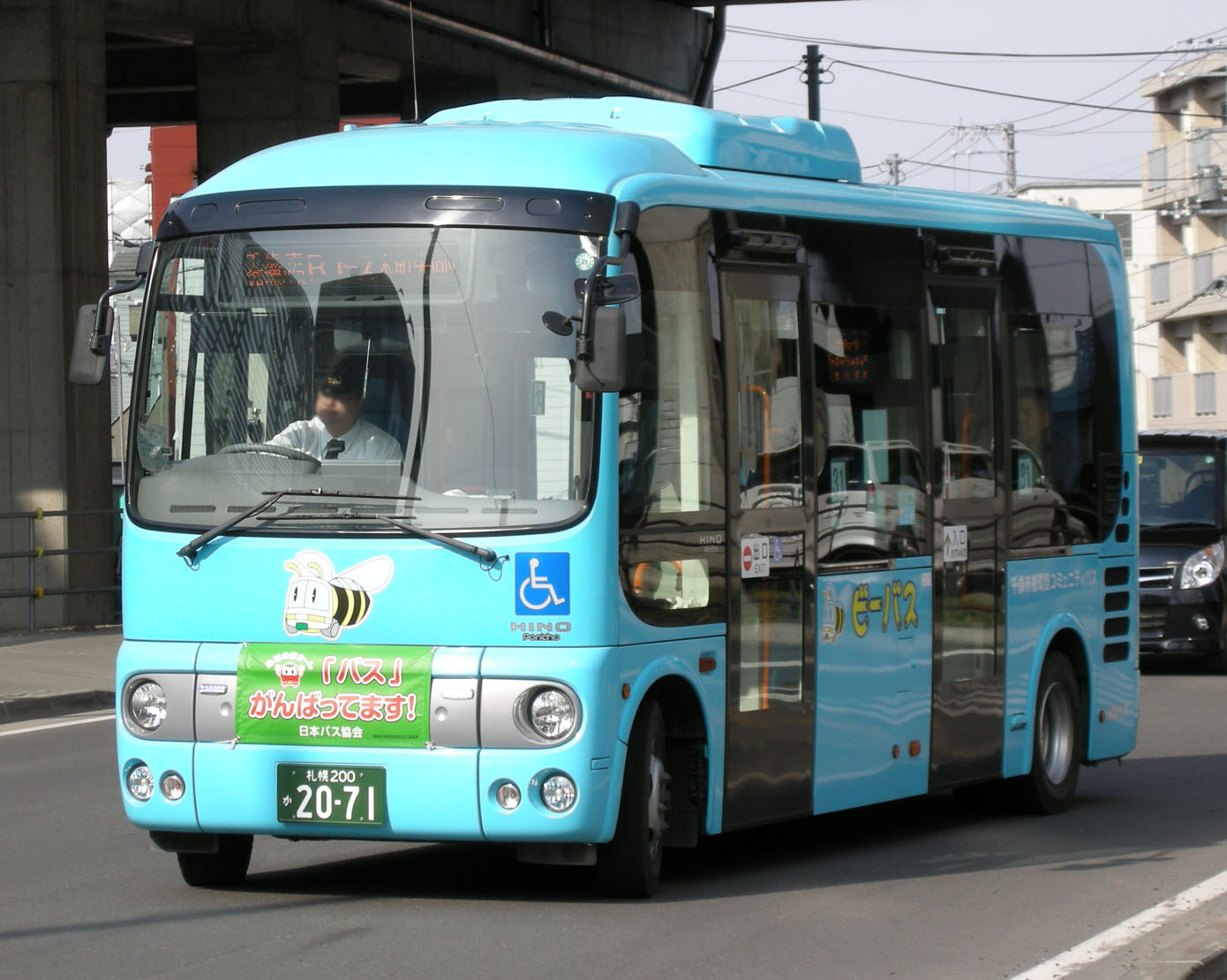
2代目車両（Bコース）
日野・ポンチョ

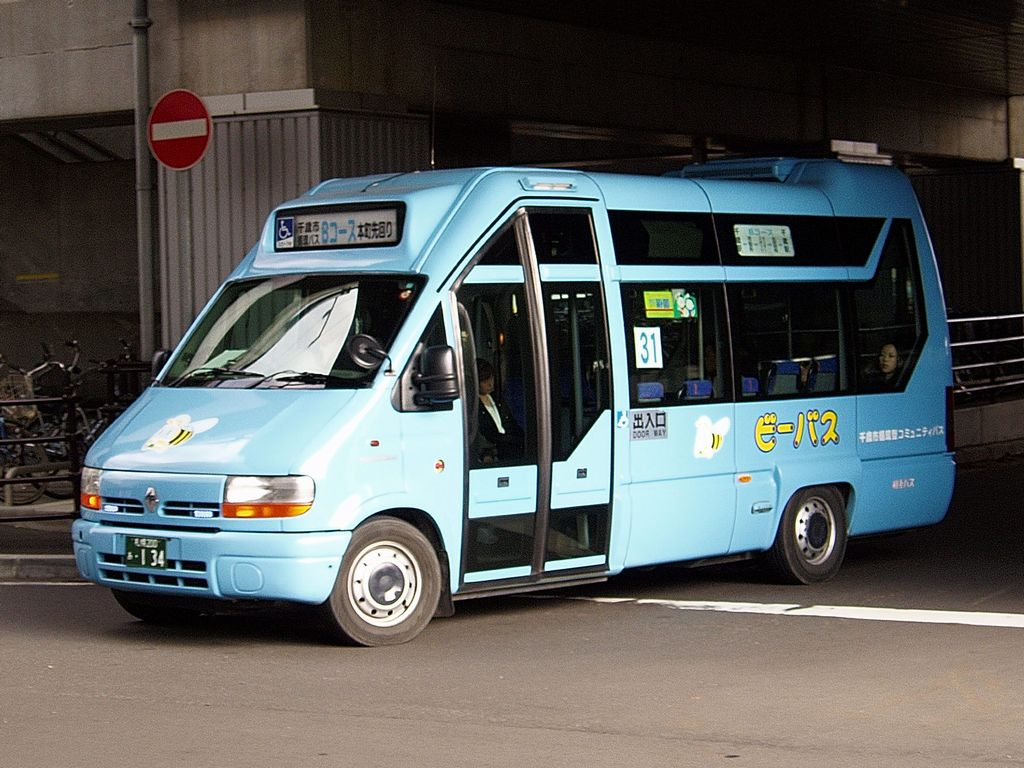
初代車両（Bコース）
オムニノーバ・マルチライダー

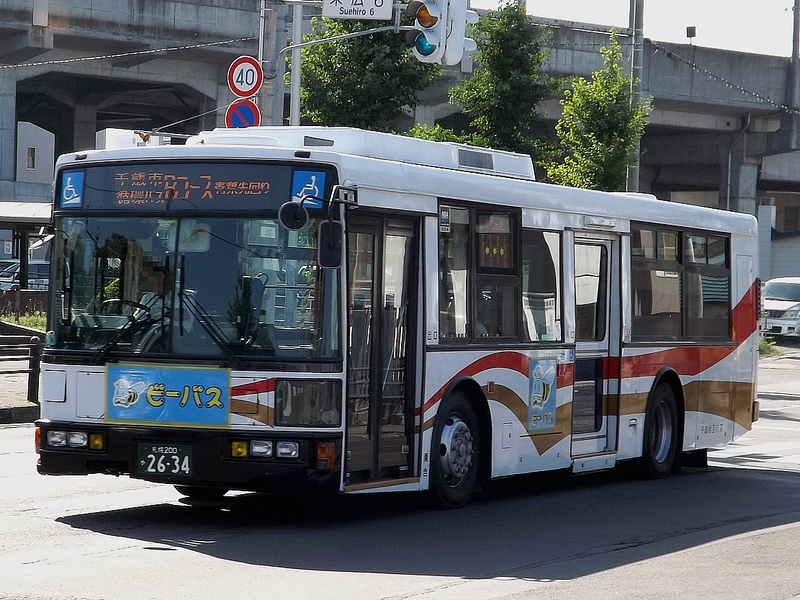
千歳相互観光バス運行便の代車対応時

千歳市循環型コミュニティバス（ちとせしじゅんかんがたコミュニティバス）は、かつて北海道千歳市運行していたコミュニティバスである。愛称は「ビーバス」。2002年9月2日より本格運行開始。2016年9月30日をもって廃止。

## 概要
千歳市内の主要施設を8の字型に循環運行する。Aコースは「30」、Bコースは「31」の系統番号が付けられていた。
千歳市の発表によると、2012年度の利用者は117,543人で、2004年（平成16年）度に134,231人を記録し、2010年度に一度上昇に転じたものの、前年度の利用者を下回っていた
。
市内のバス路線再編に伴い、2016年9月末をもって運行を終了した。

### 運行受託事業者
- Aコース：北海道中央バス（千歳営業所）
- Bコース：千歳相互観光バス

### 社会実験
2009年12月23日までビーバスでは社会実験を行った。
- 通常、土曜、日曜、休日は運休となる始発便と最終便を復活。

## 沿革
- 2001年（平成13年）9月 - 試験運行開始。
- 2002年（平成14年）9月2日 - 本格運行開始。
- 2004年（平成16年）4月1日 - 千歳市内線の再編に併せて系統番号を新設。
- 2007年（平成19年）4月1日 - 運賃改訂。
- 2010年（平成22年）4月1日 - バス停の新設等が行われる[4]。
- 2012年（平成24年）4月1日 - 停留所の新設と名称変更が行われる。
- 2016年（平成28年）9月末日 - 運行終了[1]。

## 運賃・乗車券類
- 大人180円（中学生以上）、小人90円（小学生以下）の均一料金。障がい者等は手帳提示で半額。
- 専用回数券が発売されており、大人用2,000円（利用額2,250円）、小人用1,000円（利用額1,130円）がある。この回数券で一般路線バスは利用できないほか、各社が独自に発行している回数券や定期乗車券は利用できない。また、中央バスカードや北海道中央バス千歳市内線でも導入されているIC乗車券SAPICAも利用できない。
  - ビーバス廃止に伴い、2017年（平成29年）3月31日まで回数券の払い戻しを受け付ける[1]。
- 千歳市発行の福祉乗車券（北海道中央バス用および千歳相互観光バス用）での利用も可能。ビーバスに限り運行会社の区別なく利用できる。

## 路線
2012年4月1日現在。
平日8往復（計16本）、土曜・休日・年末年始6往復（12本）が設定され、Aコースは富丘先回り→北栄先回り→富丘先回り、Bコースは本町先回り→青葉先回り→本町先回り、の経路で運行される。
- Aコース（系統番号：30）

富丘先回り 千歳駅前→市民病院→青葉中学校前→千歳川河川事務所前→千歳駅前
北栄先回り 千歳駅前→北栄2丁目→緑小学校前→図書館前→市役所前→千歳駅前
- Bコース（系統番号：31）

本町先回り 千歳駅前→市役所前→図書館前→緑小学校前→北栄2丁目→千歳駅前
青葉先回り 千歳駅前→千歳川河川事務所前→青葉中学校前→市民病院→千歳駅前
千歳駅前に到着するごとに、5分程度の時間調整を行う。

## 車両
Aコース（北海道中央バス）がオレンジ色、Bコース（千歳相互観光バス）が水色の車両で運行していた。
運行当初よりオムニノーバ・マルチライダーを使用していた。27名乗り（15席）、車椅子用スペース2台分あり。
2007年9月より、日野・ポンチョを使用していた。31名乗り（14席）。